# Kizzuwatna

Posizione di Kizzuwatna nell'Anatolia ittita

Kizzuwatna fu un regno anatolico del II millennio a.C., situato nella regione ai piedi del Tauro corrispondente alla Cilicia di epoca classica, nell'odierna Turchia. Il regno controllava le miniere d'argento del Tauro e fertili zone agricole. 
I suoi abitanti erano di cultura urrita e parlavano il luvio, una lingua indoeuropea imparentata con l'ittita.
La sua capitale fu Kummani, dove era presente un luogo di culto dedicato al dio della tempesta hurrita Teshub.

## Descrizione
Il Paese possedeva risorse preziose, come le miniere d'argento nei monti del Tauro. Le pendici della catena montuosa sono ancora in parte coperte da boschi. Le piogge invernali annuali resero possibile l'agricoltura nella zona molto presto, come a Çatalhöyük. Le pianure lungo il corso inferiore del fiume Ceyhan offrivano ricchi campi coltivati.

## Storia
Sebbene il re Sargon di Akkad dichiarasse di aver raggiunto le montagne del Tauro nel XXIII secolo a.C., non sembrano essere presenti tracce del suo passaggio o della civiltà accadica nella regione. Agli inizi del II millennio a.C. vi passava la via commerciale tra l'Assiria e la città di Kanesh.
Kizzuwatna fu un vassallo dell'antico regno ittita, i cui documenti probabilmente lo menzionano insieme alla regione di Arzawa (corrispondente all'Asia Minore occidentale) con il nome di Luwia. Divenne indipendente con il declino dell'Antico regno, intorno al 1500 a.C. Il primo re conosciuto è Isputahsu (1530-1500 a.C.), dal nome luvio, che fu figlio di Pariyawatri e siglò un trattato di alleanza con il re ittita Telipinu (1525-1500 a.C.) contro il regno di Mitanni. Il trattato venne mantenuto in vigore dal suo successore, Paddatishu. 
Mitanni tuttavia sconfissero la coalizione e sotto il regno di Piliya, intorno al 1460 a.C., Kizzuwatna siglò un'alleanza con il re di Alalakh, Idrimi, sotto l'egida del re mitannico Barattarna. A partire da questo re i sovrani di Kizzuwatna portarono nomi hurriti. Ciò potrebbe forse indicare un cambio di dinastia.
Il regno fu alternativamente sottomesso ai due potenti vicini: passato sotto il dominio ittita dopo il regno di Shunashshura I, tornò sotto Mitanni intorno al 1440 a.C. con il successore Talzu, che si sottomise al re mitannico Shaushtatar. Il successivo re di Kizzuwatna, Shunashshura II siglò un nuovo trattato intorno al 1420 a.C. con il re ittita Tudhaliya I/II. Il successivo re ittita, Arnuwanda I annesse il Kizzuwatna, collocandovi al governo dei principi Ittiti.
Il regno restò in seguito sotto il dominio ittita, come una delle più importanti regioni dell'impero, dalla quale forse proveniva la dinastia fondata da Tudhalia I/II. Influenzò il Nuovo regno Ittita con elementi hurriti. Il re Ittita Hattušili III sposò una grande sacerdotessa di Kizzuwatna, la regina Puduhepa, che ebbe un ruolo importante nella corte Ittita sotto i regni del marito e del figlio Tudhaliya IV. A Hattuša è stato inoltre rinvenuto un corpus di testi religiosi chiamato "Rituali di Kizzuwatna".
Con la caduta dell'impero ittita intorno al 1200 a.C. la regione non fu più menzionata con questo nome. L'impero si dissolse in una moltitudine di piccoli regni detti neo-ittiti, che abbandonarono la scrittura cuneiforme e la lingua ittita a favore della scrittura geroglifica e della lingua luvia. Nel 715 a.C. la regione venne annessa dagli Assiri e nel VI secolo a.C. divenne una satrapia dell'impero achemenide.

## Sovrani
- Pariyawatri
- Isputahsu
- Paddatisu
- Pilliya
- Sunassura I
- Talzu
- Sunassura II  - contemporaneo di Tudhaliya II